# Anaea phila
Anaea phila är en fjärilsart som beskrevs av Druce 1877. Anaea phila ingår i släktet Anaea och familjen praktfjärilar. Inga underarter finns listade i Catalogue of Life.